# Hatti Gold Mines
Hatti Gold Mines là một thị xã của quận Raichur thuộc bang Karnataka, Ấn Độ.

## Nhân khẩu
Theo điều tra dân số năm 2001 của Ấn Độ, Hatti Gold Mines có dân số 14.716 người. Phái nam chiếm 51% tổng số dân và phái nữ chiếm 49%. Hatti Gold Mines có tỷ lệ 74% biết đọc biết viết, cao hơn tỷ lệ trung bình toàn quốc là 59,5%: tỷ lệ cho phái nam là 82%, và tỷ lệ cho phái nữ là 66%. Tại Hatti Gold Mines, 9% dân số nhỏ hơn 6 tuổi.